# Флауэр-Хилл (Нью-Йорк)
Флауэр-Хилл (англ. Flower Hill) ― деревня в округе Нассо, штат Нью-Йорк, США. Восточная половина считается частью района Рослин. Западная и северная части более тесно связаны с Манхассетом и Порт-Вашингтоном. По данным переписи 2010 года, население составляло 4665 человек.
Объединенная деревня Флауэр-Хилл полностью расположена в городе Норт-Хемпстед и с 2013 года признана Городом деревьев США.